# Gnophos subsplendidaria
Gnophos subsplendidaria là một loài bướm đêm trong họ Geometridae.